# Rümmelsheim
Rümmelsheim là một đô thị thuộc huyện Bad Kreuznach trong bang Rheinland-Pfalz, phía tây nước Đức. Đô thị Rümmelsheim có diện tích 3,08 km², dân số thời điểm ngày 31 tháng 12 năm 2006 là 1409 người.